# Szurakszan
A Szurakszan (hangul: 수락산, handzsa: 水落山, RR: Suraksan) hegy Dél-Koreában található, Szöul, Namjangdzsu (Namjangju) és Idzsongbu (Uijongbu) települések területén helyezkedik el. Magassága 637,7 méter.

## Látnivalói
Népszerű túrázóhely, a látnivalói közé tartozik többek között a Kunnju (Geunnyu), Unnju (Eunnyu) és Ongnju (Ongnyu) vízesés, valamint a Silla-kori Hungguksza (Heungguksa) és a Csoszon (Joseon)-kori Szongnimsza (Seongnimsa) buddhista templomok.